# 仰星監査法人
仰星監査法人 （ぎょうせいかんさほうじん、英語: GYOSEI & CO.）は、日本における準大手監査法人である。
世界第12位の会計事務所であるネクシアインターナショナルと提携している。

## 概要
仰星監査法人の母体といえる前身は大阪を拠点とする北斗監査法人（のち東京北斗監査法人）で、新興企業中心に幅広く業務を手掛ける比較的新しい監査法人であった。2006年（平成18年）に中堅の監査法人芹沢会計事務所と合併したことにより業界8位の規模へ拡大し、準大手の一角としての地位を占めることとなった。監査法人芹沢会計事務所は比較的古参の部類に入り、熊谷組等のクライアントを持つ監査業務中心の法人であった。なお合併当初は業務収入9億円、上場クライアント10数社の規模。
前身の一つ・東京赤坂監査法人の設立時メンバーであり、2010年（平成22年）より副理事長・2017年（平成29年）から2022年（令和4年）まで理事長を務めた南成人氏が、理事長職の一方で日本公認会計士協会の常務理事・副会長やTAC予備校公認会計士講座の監査論講師として長年教鞭を執るなど大手勤務の会計士からも知名度が広く、硬派な事務所としての色を持つ。その後南氏は2025年（令和7年）、大手監査法人メンバーの持ち回りが続いていた公認会計士協会の会長に（4大監査法人体制となって以降）大手以外から初めて選出された。
- 本部 - 東京都千代田区四番町6　東急番町ビル11階
- 大阪事務所 - 大阪市中央区安土町2-3-13　大阪国際ビルディング12階
- 名古屋事務所 - 名古屋市中区名駅4-4-10　名古屋クロスコートタワー12階
- 北陸事務所 - 石川県金沢市兼六元町11-25
- 人員 - 2024年6月末時点 413名（非常勤含む）[6]
  - なお、社員59名含め全体で公認会計士280名、会計士補・試験合格者77名
- クライアント数 - 上場監査116社を含む402社（2024年6月末時点）

### 主な金商法監査クライアント
有価証券報告書より、最近の監査報酬上位10社を以下に示す。
| 順位 | 会社名                                     | 業種             | 2024年度監査報酬 | 前身所属ならびに監査継続期間                 |
| ---- | ------------------------------------------ | ---------------- | ---------------- | -------------------------------------------- |
| 1    | コムシスホールディングス                   | 建設             | 1億4,000万円     | 2012年3月期以降（桜友共同事務所→仰星）       |
| 2    | ウイルコホールディングス                   | その他製品       | 1億2,200万円     | 2014年10月期以降（あずさ→仰星）※2410期で辞任 |
| 3    | ダイヤモンドエレクトリックホールディングス | 電気機器         | 8,700万円        | 2019年3月期以降（あずさ→仰星）※2503期で辞任  |
| 4    | 熊谷組                                     | 建設             | 8,000万円        | 少なくとも1966年以降（上場以来：芹沢系列）   |
| 5    | 東建コーポレーション                       | 建設             | 7,200万円        | 2019年4月期以降（トーマツ→仰星）             |
| 6    | 巴コーポレーション                         | 建設             | 7,100万円        | 2025年3月期以降（EY新日本→仰星）             |
| 7    | 西松建設                                   | 建設             | 6,500万円        | 少なくとも1965年以降（芹沢系列）             |
| 8    | OUGホールディングス                        | 卸売             | 6,100万円        | 2014年3月期以降（新日本→仰星）               |
| 9    | 日本カーボン                               | ガラス・土石製品 | 5,700万円        | 2024年12月期以降（トーマツ→仰星）            |
| 10   | 東亜道路工業                               | 建設             | 5,500万円        | 2021年3月期以降（EY新日本→仰星）             |

## 沿革
- 1984年（昭和59年）11月 - 監査法人芹沢会計事務所設立。
- 1990年（平成2年）9月 - 北斗監査法人設立。
- 1994年（平成6年）7月 - 東京赤坂監査法人設立。
- 2000年（平成12年）10月 - 北斗監査法人と東京赤坂監査法人の合併により東京北斗監査法人となる。
- 2001年（平成13年）8月 - ネクシアインターナショナルへ加盟。
- 2006年（平成18年）9月 - 東京北斗監査法人、名古屋事務所開設。
- 2006年（平成18年）10月 - 東京北斗監査法人と監査法人芹沢会計事務所の合併により仰星監査法人となる。
- 2009年（平成21年）6月 - 札幌オフィスを開設。
- 2011年（平成23年）7月 - 金沢に地盤を置く明澄監査法人（昭和30年創業・昭和62年設立）と合併し、北陸事務所を開設。
- 2014年（平成26年）7月 - 明和監査法人（昭和42年創業・昭和50年設立）と合併。
- 2019年（平成31年）4月 - 本部（東京事務所）を麹町ビル2Fから東急番町ビル11Fへ移転。
- 2021年（令和3年）7月 - 広島オフィスを開設。